# Сюпхан
Сюпхан или Сюпхандаг (тур. Süphan Dağı, арм. Սիփան լեռ (Sipʰɑn lɛṙ), курд. Sîpana Xelatê) — потухший стратовулкан, расположенный в восточной Турции, в непосредственной близости от озера Ван. Последнее извержение вулкана по оценкам учёных произошло около 100 тыс. лет назад (± 20 тыс. лет). Сюпхан достигает высоты 4033 м над уровнем моря и является вторым по высоте (после Арарата) вулканом в Турции и третьим — во всем Армянском нагорье. Расположен в зоне столкновения Аравийской и Евразийской тектонических плит, которое предопределяет сейсмическую и вулканическую активность региона.